# Gaby (motorfiets)
Gaby is een historisch merk van motorfietsen.
De bedrijfsnaam was: Lightweight Motorcycles, County Buildings, Corporation Street, Birmingham.
Gaby produceerde goede 269cc-tweetakt-motorfietsen met een Metro-motorblok en een ROC-versnellingsbak met twee versnellingen. Toen de productie begon was de Eerste Wereldoorlog al uitgebroken, maar vermoedelijk dacht men dat de oorlog snel voorbij zou zijn. In 1915 moest men echter noodgedwongen de productie staken. Na de oorlog kwam Gaby terug op de markt, dit keer met een Arden-motor, eveneens van 269 cc en een Albion-versnellingsbak. In 1920 eindigde de productie.